# Ferrari 250
Die Ferrari 250-Reihe ist eine Modellfamilie des italienischen Automobilherstellers Ferrari. Sie umfasst ein breit gefächertes Programm offener und geschlossener Straßensportwagen und schließt auch diverse Wettbewerbsfahrzeuge ein. Das erste Modell der Familie wurde 1952 verkauft, das blieb bis 1964 im Programm. Alle Mitglieder der 250-Familie werden von Zwölfzylindermotoren mit 3,0 Litern Hubraum angetrieben. Von dem gerundeten Hubraum eines einzelnen Zylinders (ca. 250 cm³) leitet sich die Bezeichnung der Modellfamilie ab. Die Antriebs- und Fahrwerkstechnik wurde im Laufe der Jahre kontinuierlich weiterentwickelt. Die Karosserien der Serienfahrzeuge kamen überwiegend von Pininfarina. Die 250-Modelle waren zu ihrer Zeit aber leistungsstarke Sportwagen, die ein Jahrzehnt lang für Konkurrenzhersteller der Maßstab waren. Mit dem 1958 vorgestellten 250 GT vollzog Ferrari den Wandel vom Spezialisten zum Serienhersteller.

## Hintergrund
Das Modeneser Unternehmen Ferrari hat seine Wurzeln im Rennsport (Scuderia Ferrari). Nach dem Ende des Zweiten Weltkriegs begann Ferrari ähnlich wie Maserati schrittweise mit dem Bau von Straßensportwagen. Die ersten Modelle waren der 166, der 195 und der 212, die allerdings nur in wenigen Exemplaren verkauft wurden. Übereinstimmendes Merkmal dieser Fahrzeuge war ein von Gioacchino Colombo konzipierter Zwölfzylindermotor, der mit unterschiedlichen Hubräumen in ihnen eingesetzt wurde. An ihre Seite trat 1951 der 340 America, der einen Zwölfzylindermotor von Aurelio Lampredi hatte. Der Lampredi-Motor unterschied sich von dem Colombo-Triebwerk unter anderem durch seine Abmessungen; er wird auch als Long Block bezeichnet, während Colombos Zwölfzylinder als Short Block bekannt ist. Der Lampredi-Motor ermögliche größere Hubräume als der kompakte Colombo-Zwölfzylinder. Die Straßenversionen des 340 America mit 4,2 Litern Hubraum und des Nachfolgers 375 America (5,0 Liter) waren vor allem für den Export in die Vereinigten Staaten bestimmt.
Ferrari konzipierte 1953 vor allem für den europäischen Markt eine kleinere Baureihe mit Zwölfzylindermotoren, deren Hubraum bei 3,0 Litern lag. Im Hinblick auf den Hubraum eines einzelnen Zylinders wurde diese Baureihe Ferrari 250 genannt. Mit Ausnahme einer kleinen ersten Serie, die eine hubraumreduzierte Variante von Aurelio Lampredis Long Block hatte, stattete Ferrari alle Mitglieder der 250-Familie mit Colombo-Motoren aus. Das gilt auch für die Rennsportversionen, die zu den Straßensportwagen hinzukamen. Die 250-Reihe bildete in den 1950er- und frühen 1960er-Jahren den Kernbereich von Ferraris Straßensportwagen. Hinzu kamen zwar immer wieder einzelne Sondermodelle, die mit Blick auf die US-amerikanische Kundschaft entwickelt wurden; sie blieben aber in den Stückzahlen deutlich hinter den 250-Modellen zurück.
1963 begann Ferrari, die 250-Reihe durch die Baureihe 330 zu ersetzen, die neu konstruierte Zwölfzylindermotoren mit 4,0 Liter Hubraum hatte. Letzte Verwandte der 250-Reihe waren der 275 GTB und seine Cabriolet- bzw. Rennsportversionen; sie stellten Mitte der 1960er-Jahre die besonders sportlichen Gegenstücke zu den Modellen der 330-Baureihe dar. 1968 endete aber auch diese Linie.

## Straßensportwagen

### Gran Turismos
Von 1953 bis 1963 hatte Ferrari fünf verschiedene Gran-Turismo-Modelle im Programm, die teilweise in kurzen Abständen aufeinander folgten, sich aber nicht überschnitten. Sie waren üblicherweise die Grundmodelle der 250-Reihe, die durch die besonders sportlichen Berlinettas und die offenen Spyder ergänzt wurden.

#### 250 Europa

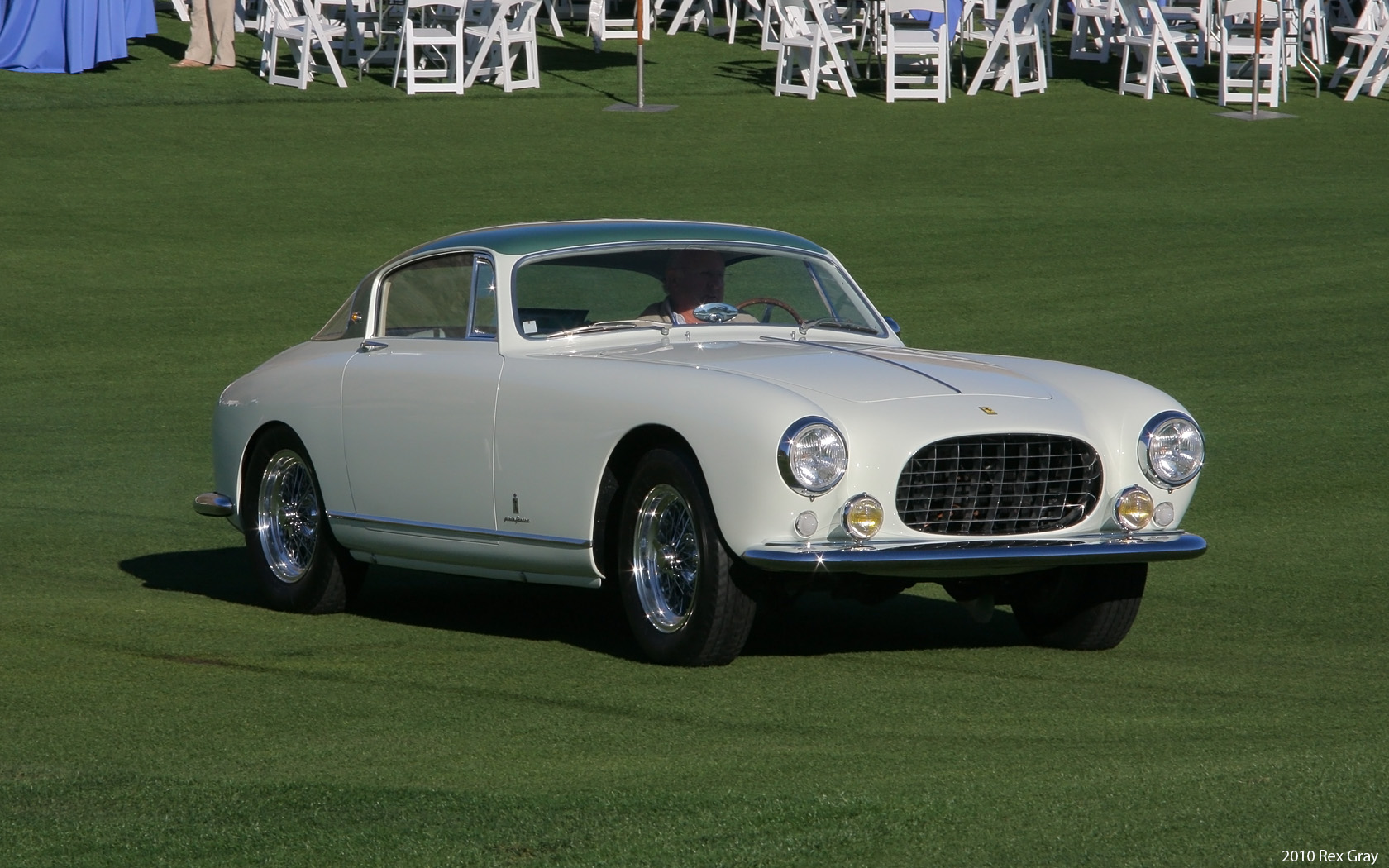
Ferrari 250 Europa

Das erste Serienmodell der 250-Familie ist der 1953 hergestellte Ferrari 250 Europa. Das Modell hat als einziges Mitglied der 250-Familie nicht den kurzen Colombo-Motor, sondern den im Hubraum auf 2963 cm³ reduzierten Long Block von Aurelio Lampredi, der in dieser Form werksintern die Bezeichnung Tipo 103 trägt.
Der Motor ist quadratisch ausgelegt (Bohrung × Hub: 68 × 68 mm). Er hat eine obenliegende Nockenwelle, eine Einfachzündung und eine Nasssumpfschmierung. Die Gemischaufbereitung erfolgt über drei Weber-Doppelvergaser (Typ 36 DCF). Die Motorleistung beträgt 220 PS (162 kW), die bei 7000 Umdrehungen pro Minute anfallen. Das Chassis wird werksintern ebenfalls als Tipo 103 bezeichnet. Es gleicht weitgehend dem des größeren 375 America und hat auch den gleichen Radstand von 2800 mm. Die vorderen Räder sind einzeln aufgehängt. Es gibt Querlenker und eine quer angeordnete Blattfeder. Hinten ist eine Starrachse eingebaut, die mit längs angeordneten Blattfedern verbunden ist.
1953 entstanden insgesamt 20 Exemplare des 250 Europa. Die Produktion verteilt sich auf die Fahrgestellnummern 0295EU bis 0353EU. 14 Fahrgestelle erhielten Coupé-Karosserien von Pininfarina, die sich in Details voneinander unterschieden. Einige Versionen hatten hintere Panoramascheiben, andere ein konventionelles Heckfenster. Darüber hinaus entwarf Pininfarina zwei Cabriolets mit jeweils individueller Formgebung. Vier Fahrgestelle erhielten Aufbauten von Vignale; die Entwürfe gingen jeweils auf Giovanni Michelotti zurück. Drei Vignale-Modelle waren Coupés, eines war ein Cabriolet.

#### 250 Europa GT

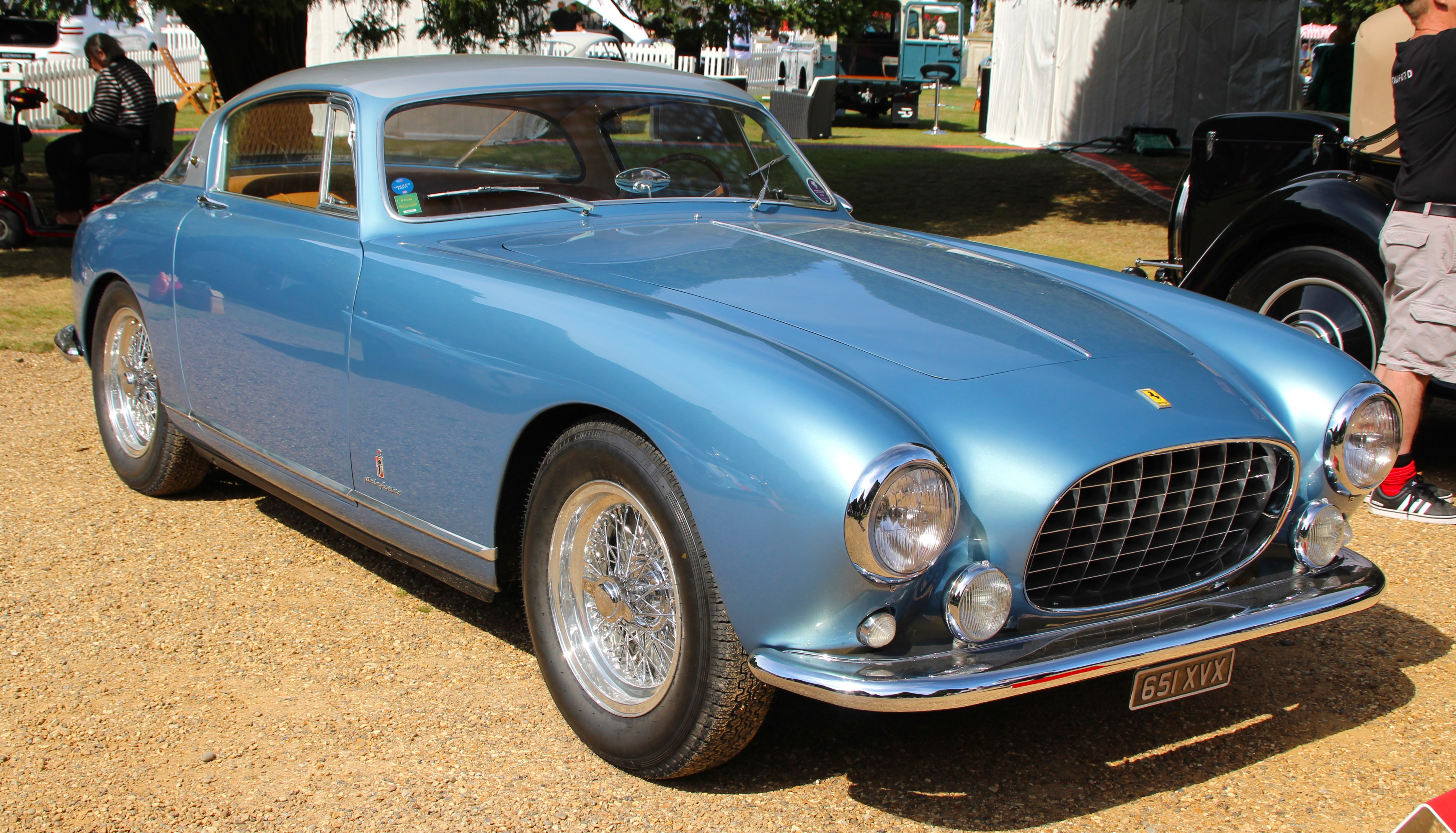
Ferrari 250 Europa GT

1954 löste Ferrari den 250 Europa durch den 250 GT Europa ab. Er hatte eine auf 2953 cm³ (Bohrung × Hub: 73 × 58,8 mm) vergrößerte Version des Colombo-Zwölfzylindermotors, der kürzer und leichter war als das im Vorgänger verwendete Lampredi-Aggregat. Im 250 Europa GT kam eine Tipo 112 genannte Version zum Einsatz, die ebenso wie der Lampredi-Motor 220 PS (162 kW) leistete. Es handelte sich bei ihm um eine leistungsreduzierte Variante des Motors, der im Rennsportwagen 250 MM eingesetzt wurde. Der 250 Europa GT hatte ein neu konstruiertes Chassis (Tipo 508). Anstelle der bisherigen querliegenden Blattfeder waren – abgesehen von den allerersten Exemplaren – vorn nun Schraubenfedern eingebaut, wodurch sich der Fahrkomfort verbesserte. Der Radstand war auf 2600 mm verkürzt. Der 250 Europa GT war etwa 100 kg leichter als sein Vorgänger. Das machte sich in einer höheren Spitzengeschwindigkeit bemerkbar, die nun bei 215 km/h lag.
Der 250 Europa GT wurde von 1954 bis 1955 produziert. Insgesamt entstanden 27 Fahrzeuge, die Karosserien von Pininfarina erhielten. Sie entsprachen in den Grundzügen den Aufbauten des 250 Europa. Hinzu kamen drei Show Cars und vier Wettbewerbsversionen von Pininfarina. Ein weiteres Chassis (Nummer 0359GT) erhielt eine Vignale-Karosserie. Dieses Fahrzeug war eine Auftragsarbeit für das belgische Königshaus; Abnehmerin war die belgische Prinzessin Prinzessin von Réthy.

#### 250 GT Boano und 250 GT Ellena

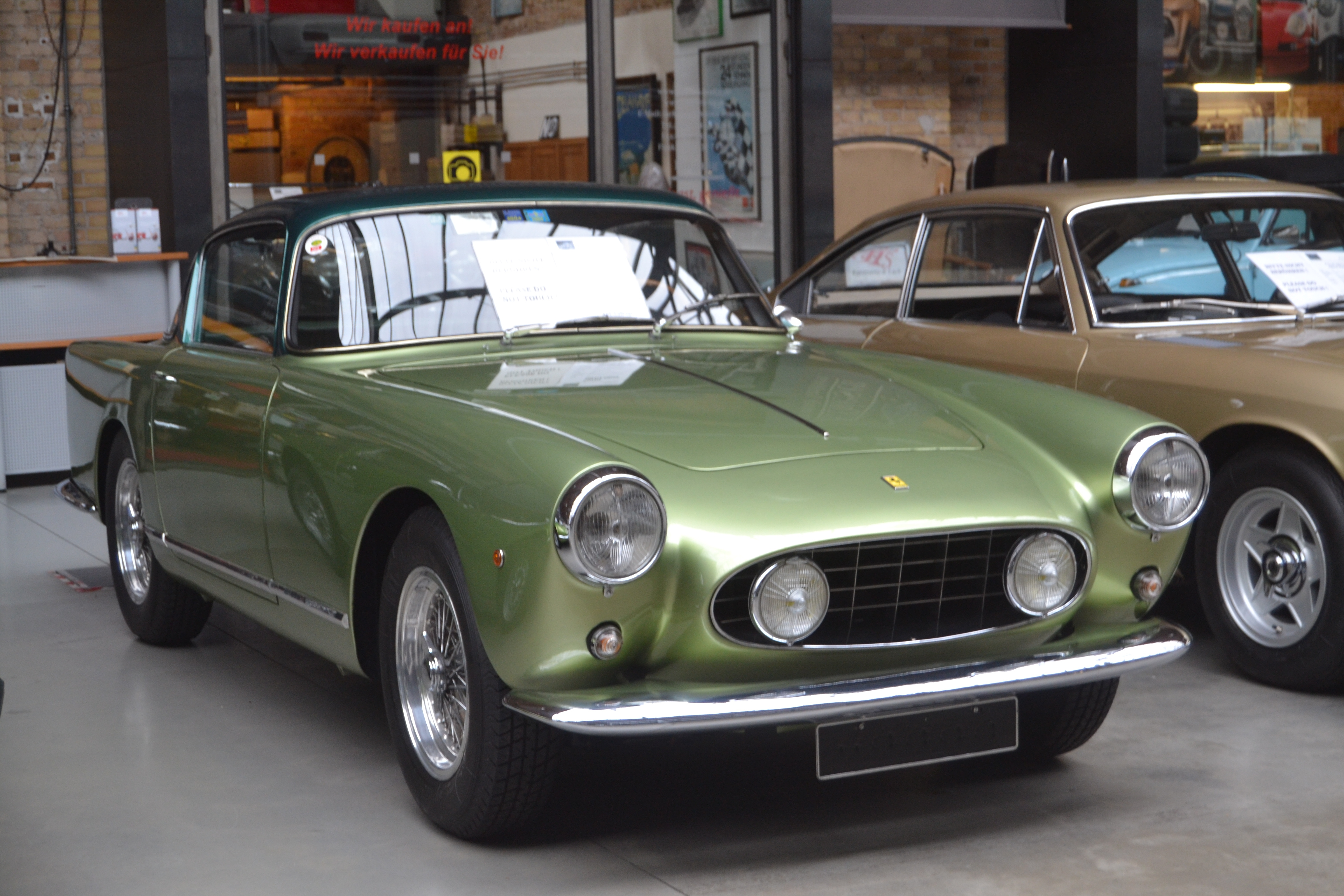
Ferrari 250 GT Ellena

Nachfolger des 250 Europa GT war das Modell 250 GT, dessen Produktion im Herbst 1955 begann. Im Hinblick auf die beteiligten Karosseriebauunternehmen werden die Autos auch als 250 GT Boano und 250 GT Ellena bezeichnet. Das Fahrgestell (Tipo 508) entspricht der Konstruktion des Vorgängers. Als Antrieb dient eine weiterentwickelte Version des Short-Block-Zwölfzylinders von Colombo (Tipo 128), bei der die Zündkerzen im Innern des V liegen, das die beiden Zylinderreihen bilden. Die Motorleistung beträgt 240 PS (177 kW). Die von Pininfarina entworfene Karosserie hat eine annähernd waagerecht verlaufende Gürtellinie. Hinten ist eine Panoramascheibe eingebaut. Die Karosserie besteht bei den meisten Exemplaren aus Stahl; nur etwa ein Dutzend Fahrzeuge haben Aufbauten aus Aluminiumblechen. Die Produktion dieses Modells übernahmen unterschiedliche Hersteller. Die ersten zehn Exemplare fertigte Pininfarina 1956 noch selbst. Danach ging der Herstellungsauftrag aus Kapazitätsgründen an die Carrozzeria Boano in Turin. Ein besonderes Merkmal der Boano-Modelle ist eine außergewöhnlich niedrige Dachlinie, aufgrund derer die Autos in der Ferrari-Szene auch als Low Roof Coupés bezeichnet werden. Boano fertigte insgesamt 63 (nach anderen Quellen: 79) Coupés und zwei Fahrzeuge mit Sonderkarosserien. Ab Sommer 1957 war die Carrozzeria Ellena, die Boanos Werk übernommen hatte, der Hersteller der Coupés. Die ersten fünf Ellena-Coupés entsprachen stilistisch den Boano-Versionen mit niedrigem Dach. Bei den folgenden Exemplaren wurde die Dachlinie dagegen um 5 cm angehoben. Entsprechend änderten sich die Glasflächen. Der Rest der Karosserie blieb unverändert. Bis 1958 entstanden 49 Ellena-Coupés. Ferrari stellte den Boano/Ellena-Coupés ab 1955 mit dem 250 GT Berlinetta LWB eine betont sportliche Variante mit reduzierten Komfortdetails zur Seite, die erfolgreich im Rennsport eingesetzt werden konnte. Zudem gab es die offene Version 250 GT Cabriolet.

#### 250 GT Coupé

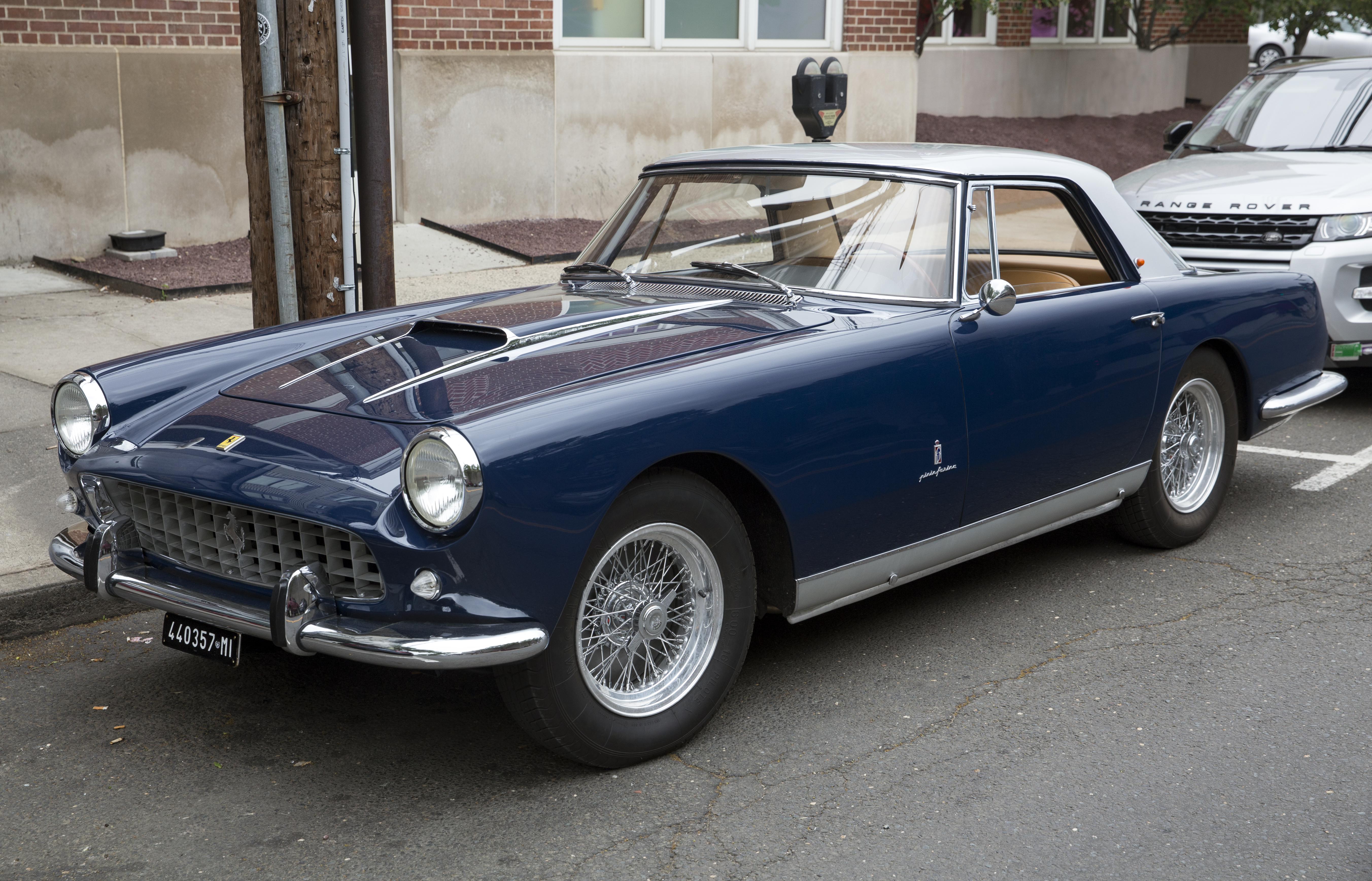
Ferrari 250 GT 1959

1958 erschien als Nachfolger des 250 GT Boano/Ellena das 250 GT Coupé mit Stufenheck-Karosserie von Pininfarina auf dem langen Radstand von 2600 mm. Er war der erste Ferrari, der industriell gefertigt wurde. In zwei Jahren entstanden so in Pininfarinas neuem Werk in Grugliasco 350 weitestgehend standardisierte Exemplare. Das 250 GT Coupé nutzte wie schon der Vorgänger das Chassis Tipo 508, das im Laufe des Produktionszyklus schrittweise weiterentwickelt wurde. So wurden 1959 die bisherigen Trommel- durch Scheibenbremsen ersetzt, 1960 kamen hinten Teleskopstoßdämpfer hinzu. Auch der Motor (Tipo 128) erfuhr sukzessive Modifikationen im Bereich der Zündverteiler und der Positionierung der Zündkerzen. Die Motorleistung lag weiterhin bei 240 PS (177 kW). Die Karosserie war komplett neu entworfen worden. Es gab keine hintere Panoramascheibe mehr. Stattdessen war der Dachaufbau kantig und folgte der streng wirkenden Trapezlinie. An der Frontpartie gab es eine neu gestaltete horizontale Kühleröffnung, die über die gesamte Wagenbreite reichte. Die Gestaltung der Frontpartie übertrug Pininfarina 1959 auf die zweite Serie des 250 GT Cabriolet.

#### 250 GTE 2+2

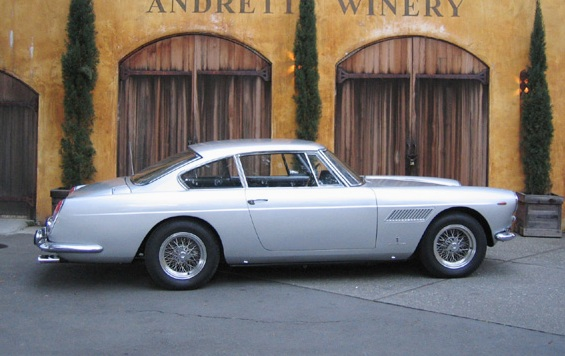
Ferrari 250 GTE 2+2 1963

1960 löste Ferrari das 250 GT Coupé durch den 250 GT 2+2 (spätere Bezeichnung: 250 GTE 2+2) ab. Mit ihm betrat Ferrari Neuland: Er war das erste in Serie gefertigte viersitzige Modell des Unternehmens und sprach erstmals auch (wohlhabende) Familienväter an. Trotz grundsätzlich unveränderter Technik – das Chassis war noch immer die Tipo 508 genannte Konstruktion von 1955 – ist der Wagen deutlich größer als sein Vorgänger: Er übertrifft das 250 GT Coupé in der Länge um mehr als 30 cm. Um Platz für die zweite Sitzreihe zu bekommen, ist der Motor und das Getriebe um 20 cm nach vorn gerückt. Angetrieben wird das Auto nach wie vor von einem Tipo-128-Zwölfzylinder, dessen Leistung weiterhin bei 240 PS (177 kW) liegt. Die Karosserie wurde von Pininfarina entworfen; sie hat keine Bezugspunkte zum Vorgängermodell. Der Aufbau ist als Semi-Fließheckcoupé gestaltet; besondere Merkmale sind eine stark geneigte C-Säule und ein langer Kofferraum. Die Autos wurden wieder bei Pininfarina aufgebaut. Der 250 GT 2+2 war ein großer wirtschaftlicher Erfolg für Ferrari. In dreieinhalb Jahren entstanden 954 Exemplare des Viersitzers. Sie waren weitestgehend standardisiert. Während des Produktionszyklus gab es nur geringfügige stilistische Änderungen, und Sonderversionen entstanden nur in Einzelfällen. Besondere Aufmerksamkeit erfuhren zwei dunkle GT 2+2, die Ferrari der römischen Polizei zur Verfügung stellte. Eines der mit Blaulicht und Sirene ausgestatteten Autos wurde zehn Jahre lang von der Squadra Mobile eingesetzt.
1963 ersetzte Ferrari den 250 GTE 2+2 durch den 330 America, der unter anderem einen größeren Motor aus der 330-Familie hatte.

### Berlinettas

#### 250 GT Berlinetta LWB „Tour de France“

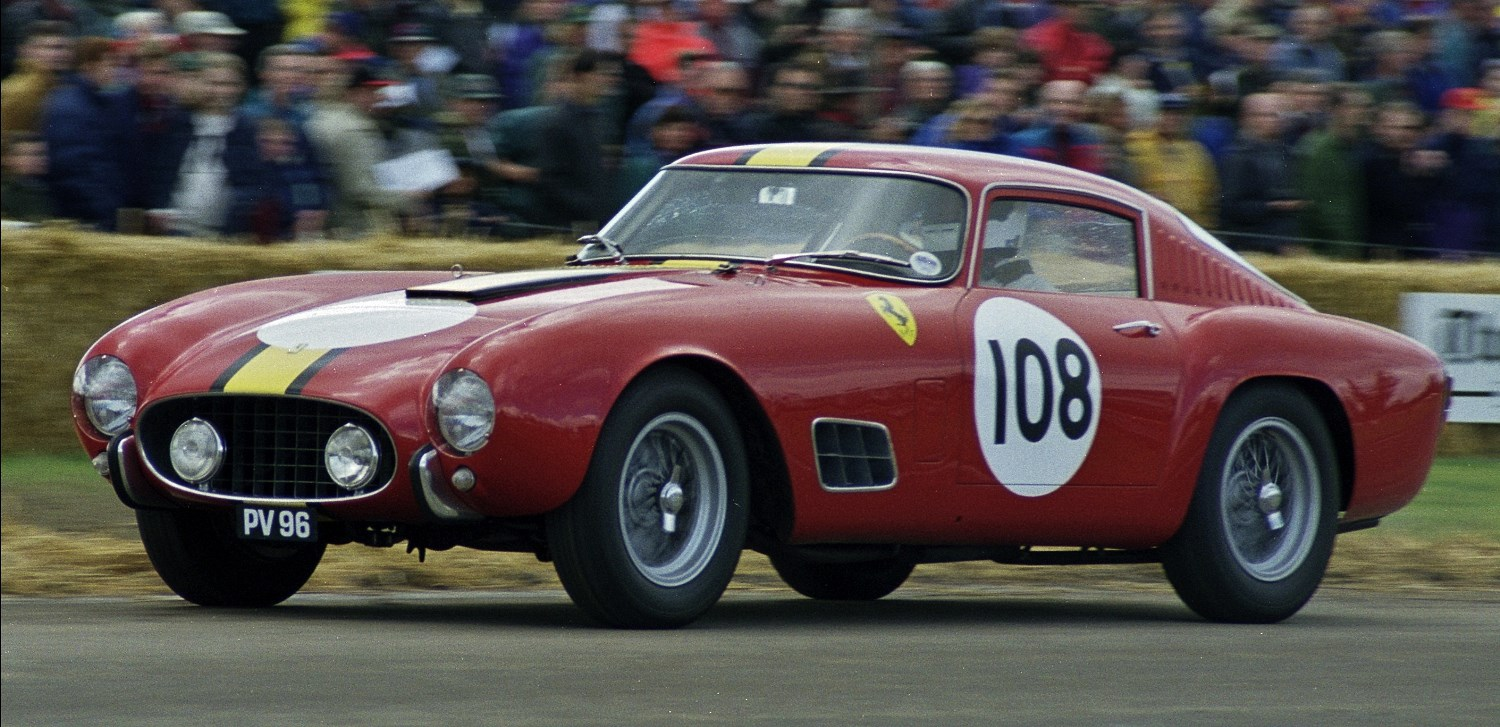
Ferrari 250 GT Berlinetta „Tour de France“ mit Pininfarina-Karosserie (2. Serie)

1955 stellte Ferrari dem 250 GT eine besonders sportliche Version mit der Bezeichnung GT Berlinetta zur Seite, die auch wettbewerbstauglich war. Sie ersetzte den seit 1953 produzierten 250 MM. Im Hinblick auf seinen langen Radstand von 2600 mm erhielt das Modell nachträglich den inoffiziellen Namenszusatz LWB (für Long Wheelbase), der ihn von seinem Nachfolger mit kürzerem Radstand (SWB) unterschied. Eine weitere inoffizielle Zusatzbezeichnung dieses Modells ist „Tour de France“. Sie geht auf den Sieg eines dieser Autos bei der Tour de France für Automobile 1956 zurück. Der GT Berlinetta LWB gleicht technisch weitgehend mit dem 250 GT. Er übernahm von ihm sowohl den Rohrrahmen als auch das Fahrwerk (Tipo 508). Als Antrieb dienten im Berlinetta LWB die bekannten Colombo-Zwölfzylindermotoren vom Typ 128, deren Leistung auf 260 PS (191 kW) bis 280 PS (206 kW) erhöht wurde. 77 Exemplare des Berlinetta LWB hatten leichte Aluminiumkarosserien, die von Pininfarina entworfen und von Scaglietti hergestellt waren. Hinzu kamen fünf Fahrzeuge mit Aufbauten von Zagato, die sich in Details voneinander unterschieden.

#### 250 GT Berlinetta „Interim“

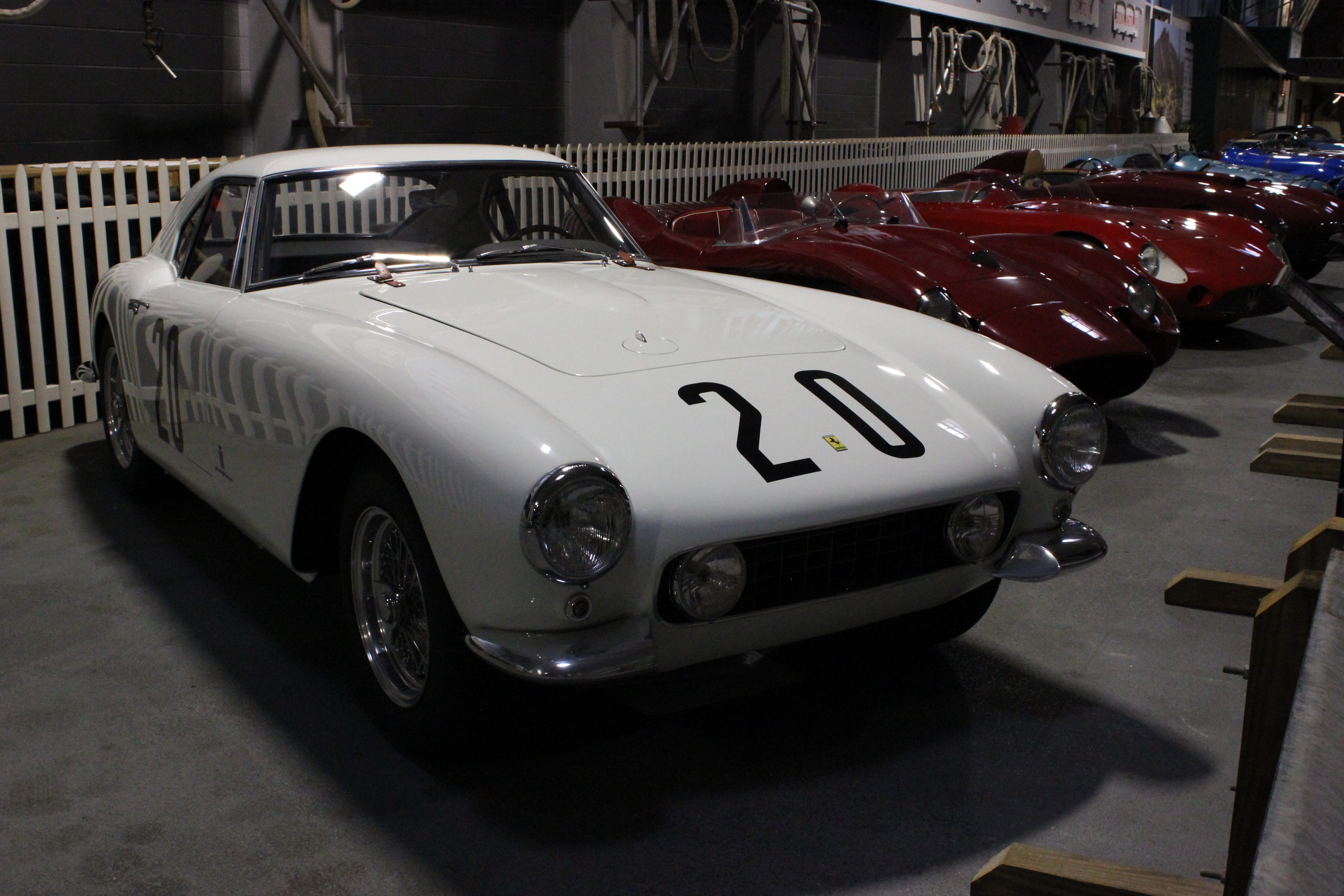
Ferrari 250 GT Berlinetta Interim

1959 entstand der 250 GT Berlinetta „Interim“ als Bindeglied zwischen dem bisherigen „Tour de France“ und dessen Nachfolger 250 GT Berlinetta SWB. Scaglietti baute sieben Fahrzeuge auf, die im Wesentlichen als Testfahrzeuge dienten. Sie verteilen sich auf die Fahrgestellnummern 1377GT bis 1523GT. Die „Interim“-Modelle haben noch den langen Radstand des „Tour de France“, aber bereits eine Pininfarina-Karosserie im Stil des neuen Berlinetta SWB. Äußerlich unterscheiden sie sich vom SWB durch ein zusätzliches Seitenfenster in den Türen, das dem späteren Serien-SWB fehlt. Vom Vorgängermodell stammt auch der Motor Tipo 128D. Die Verdichtung variiert zwischen 9,2 :1 und 9,7 :1. Ein Fahrzeug setzte Luigi Chinetti für André Pilette und George Arents beim 24-Stunden-Rennen von Le Mans 1959 ein, wo es auf dem vierten Gesamtrang als zweitbester Ferrari ins Ziel kam.

#### 250 GT Berlinetta SWB

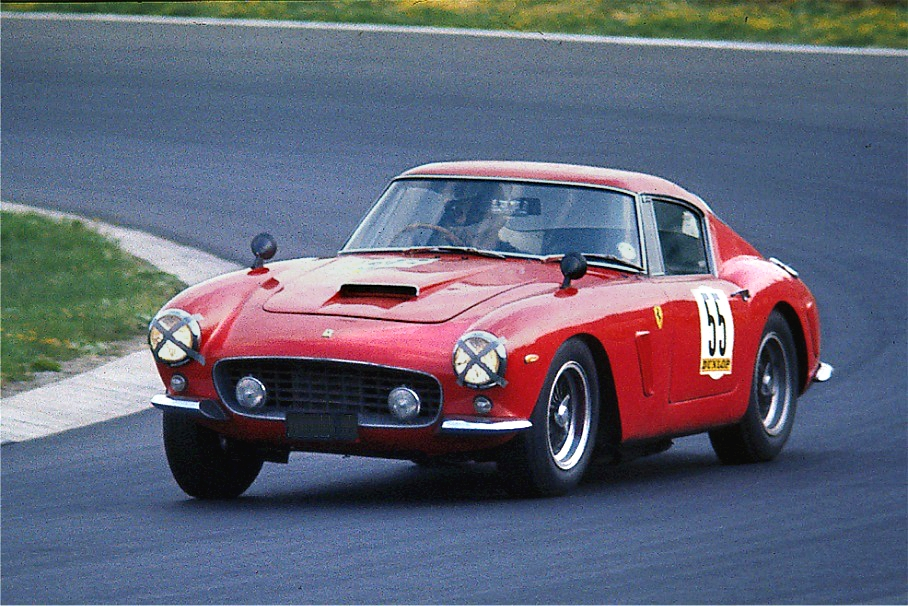
Ferrari 250 GT Berlinetta SWB

1959 lancierte Ferrari als Nachfolger der 250 GT Berlinetta LWB die 250 GT Berlinetta auf kurzem Radstand, die international allgemein als SWB (Short Wheelbase) bekannt ist; in Italien hingegen spricht man zumeist vom 250 GT Berlinetta Passo Corto. Das Fahrgestell wurde für diese Baureihe um 20 auf 2400 mm verkürzt. Ferrari bot verschiedene Versionen an. Den Anfang machte die für Wettbewerbe gedachte Ausführung Competizione mit einem etwa 280 PS (206 kW) starken Colombo-Motor (Tipo 168). Diese Version hat eine Karosserie aus Aluminiumblechen. 1961 erschien die nochmals leichtere Version SEFAC Hot Rod mit 293 PS (216 kW). Beide Varianten waren im Motorsport erfolgreich; 1960 und 1961 erzielten sie unter anderem Klassensiege bei den 24-Stunden-Rennen von Le Mans. Zu den Wettbewerbsausführungen kam 1960 eine Lusso-Version mit Stahlkarosserie und einigen Komfortdetails. In den Lusso-Modellen leisteten die Motoren etwa 240 PS (177 kW) bis 250 PS (184 kW). Von allen Varianten zusammen entstanden in dreieinhalb Jahren 167 Exemplare. Zu den Serienfahrzeugen kamen acht Autos mit Sonderaufbauten von Pininfarina und Bertone hinzu; darüber hinaus erhielten vier Autos nachträglich neue Karosserien von der Carrozzeria Sportscars, Neri e Bonacini und Zagato. Eines der bekanntesten Sondermodelle ist der Rennsportwagen 250 GT SWB Breadvan.  Der 250 GT Berlinetta SWB gilt als einer der attraktivsten und begehrtesten Sportwagen der frühen 1960er-Jahre. Ein halbes Jahrhundert nach der Produktionseinstellung erreichen einige Exemplare bei Auktionen Preise im zweistelligen Millionenbereich.

#### 250 GT Lusso

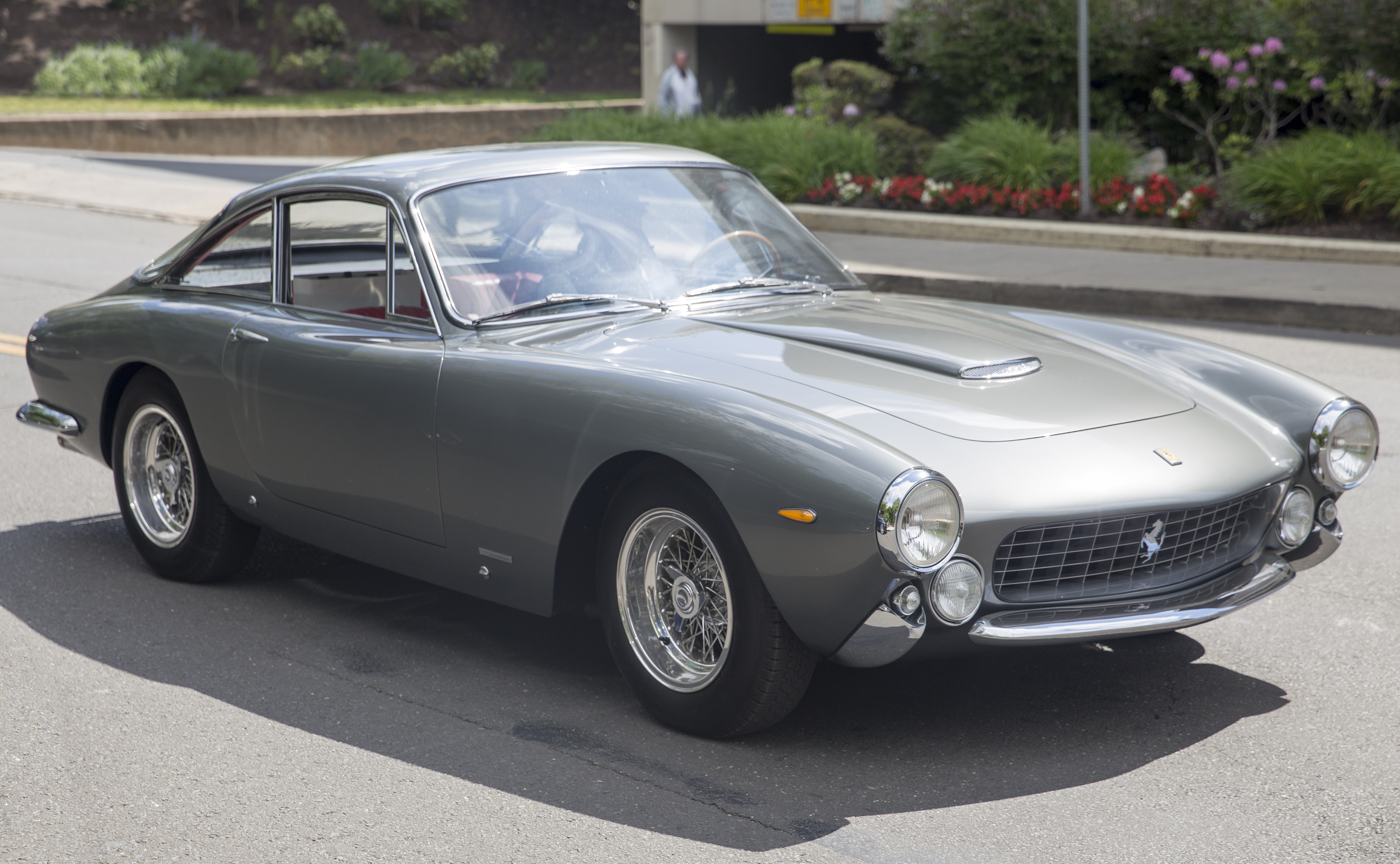
Ferrari 250 GT Lusso

Letzter Vertreter der 250-Familie war der 1962 vorgestellte 250 GT Lusso (italienisch für „Luxus“) als Nachfolger des 250 GT Berlinetta mit neuer Pininfarina-Karosserie bei unverändertem Radstand von 2400 mm, ausgerüstet mit dem 255-PS-Motor. Battista „Pinin“ Farina persönlich fuhr einen solchen Wagen. Bis 1964 entstanden 350 Stück.

### Cabriolets

#### 250 GT Cabriolet

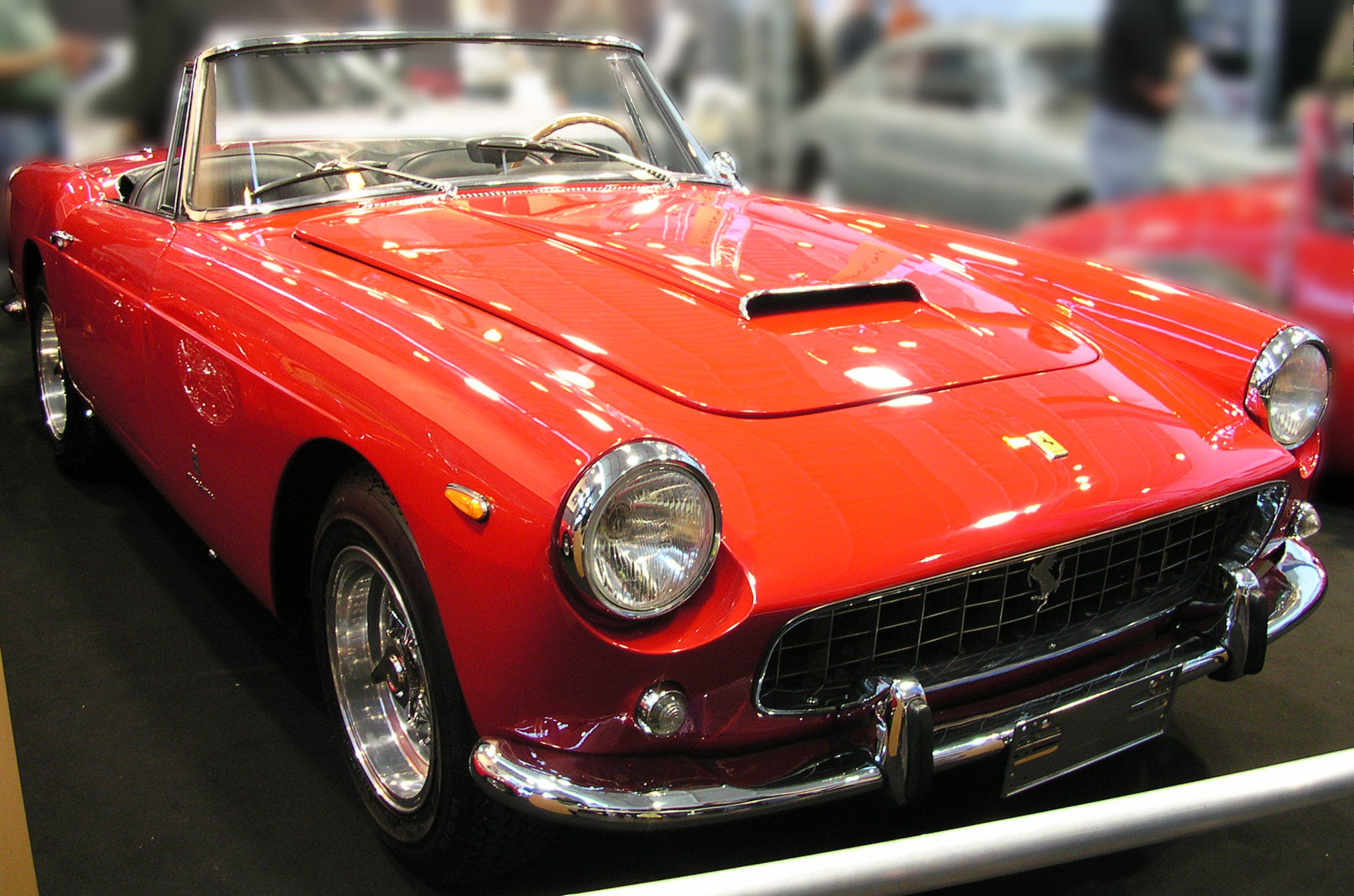
Ferrari 250 GT Cabriolet 1960

Als offene Variante des 250 stand von 1955 bis 1962 das in zwei Serien aufgelegte 250 GT Cabriolet mit Pininfarina-Karosserie im Programm. Von der ersten Serie (1955 bis 1959, Radstand 2600 mm, 162 kW (220 PS)) entstanden in vier Jahren 41 Exemplare. Die zweite Serie erhielt die Frontpartie des eher zurückhaltend gestalteten, 1958 eingeführten 250 GT Coupé und eine komfortablere Ausstattung und wurde, mit dem 176-kW-Motor ausgerüstet, 200 Mal gebaut. 

#### 250 GT Spyder California
1957 stellte Ferrari den speziell für die USA konzipierten 250 GT Spyder mit dem Beinamen California vor, der in zwei Serien bis 1962 hergestellt wurde. Die erste Serie (inoffiziell GT Spyder California LWB = langer Radstand) genannt, besaß eine von Pininfarina gezeichnete und bei Scaglietti gefertigte Karosserie. Der Radstand betrug 2600 mm, die Leistung 162 kW (220 PS). Gegenüber dem regulären 250 GT Cabriolet war die Karosserie anders gestaltet und besaß Türen und Hauben aus Leichtmetall, die Ausstattung war vereinfacht. Bis 1959 wurden 49 Exemplare der ersten Serie gebaut. Für den Jahrgang 1960 (zweite Serie, 250 GT Spyder California SWB = kurzer Radstand) wurde der Radstand auf 2400 mm verkürzt, die Karosserie geändert und eine Vierrad-Scheibenbremsenanlage verbaut; angetrieben wurde der Spyder nun von dem Motor mit 206 kW (280 PS). Bis 1962 wurden weitere 55 Wagen hergestellt.
Am 18. Mai 2008 wurde im Rahmen einer Auktion in Maranello für ein Exemplar dieses Modells ein Preis von 6,4 Millionen Euro erzielt.
Im Herbst 2014 wurde Alain Delons Ferrari 250 California mit Jahrgang 1961 völlig vernachlässigt in einer Scheune im westfranzösischen Pellouailles-les-Vignes gefunden. Das Automobil wurde trotz des schlechten Zustandes auf einen Wert von bis zu 10 Millionen Euro geschätzt. Es ist für 14,2 Mio. Euro versteigert worden.

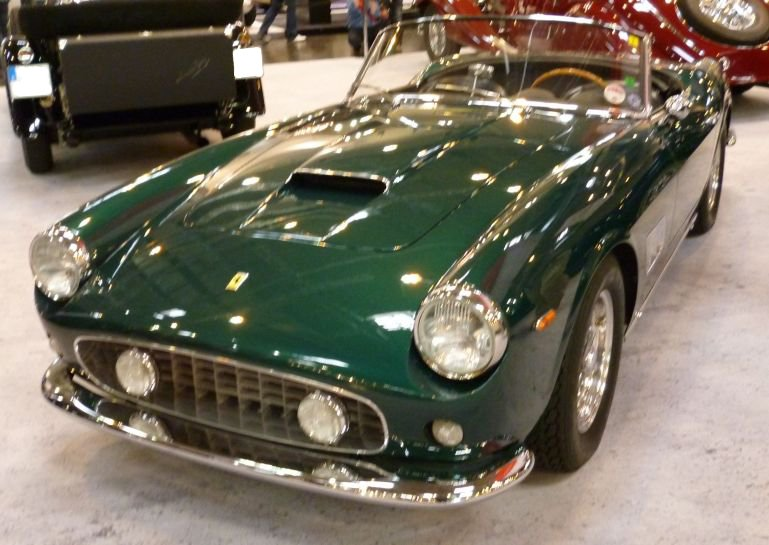
1962 250 GT SWB California Spyder
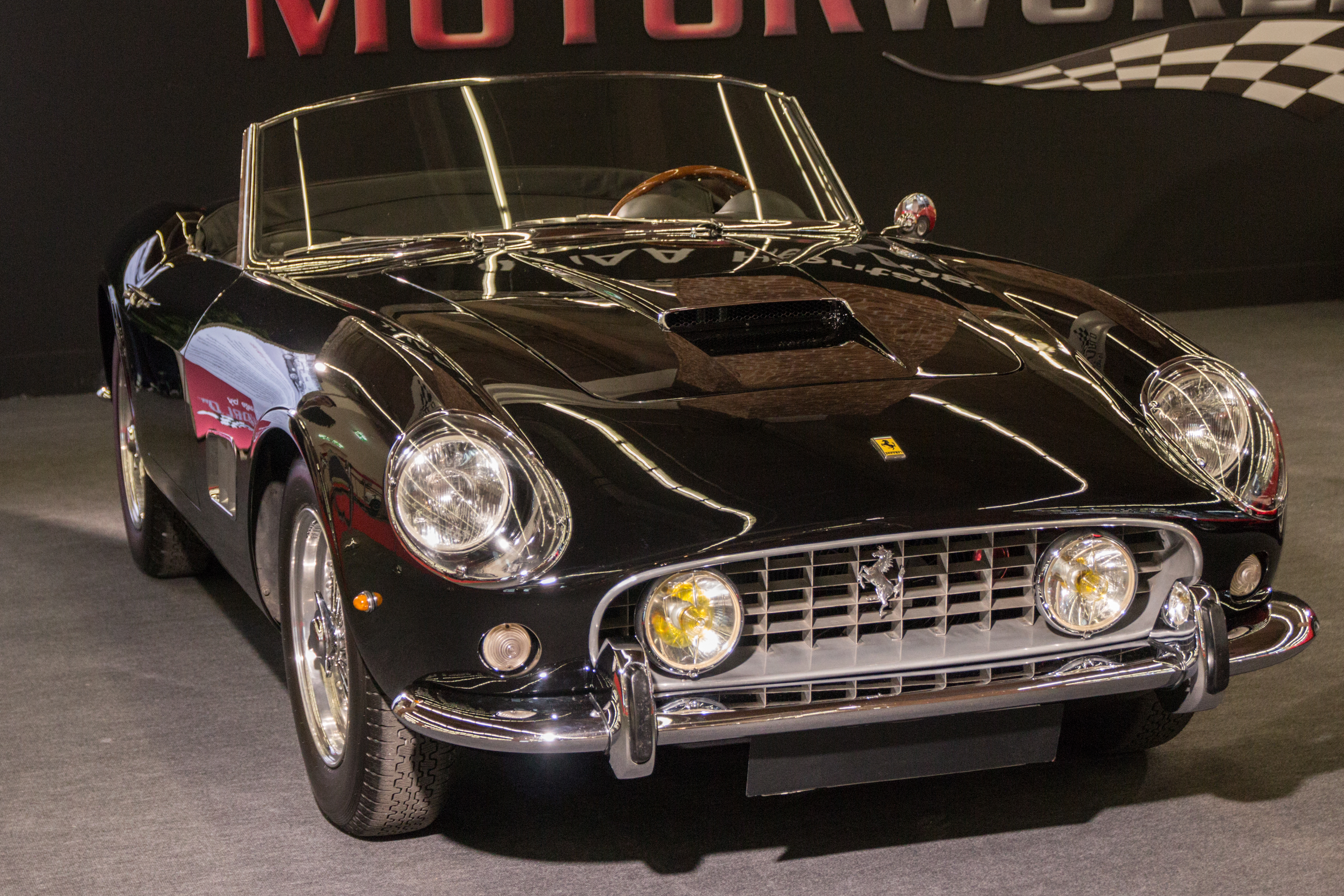
1962 250 GT SWB California Spyder (Frontansicht)
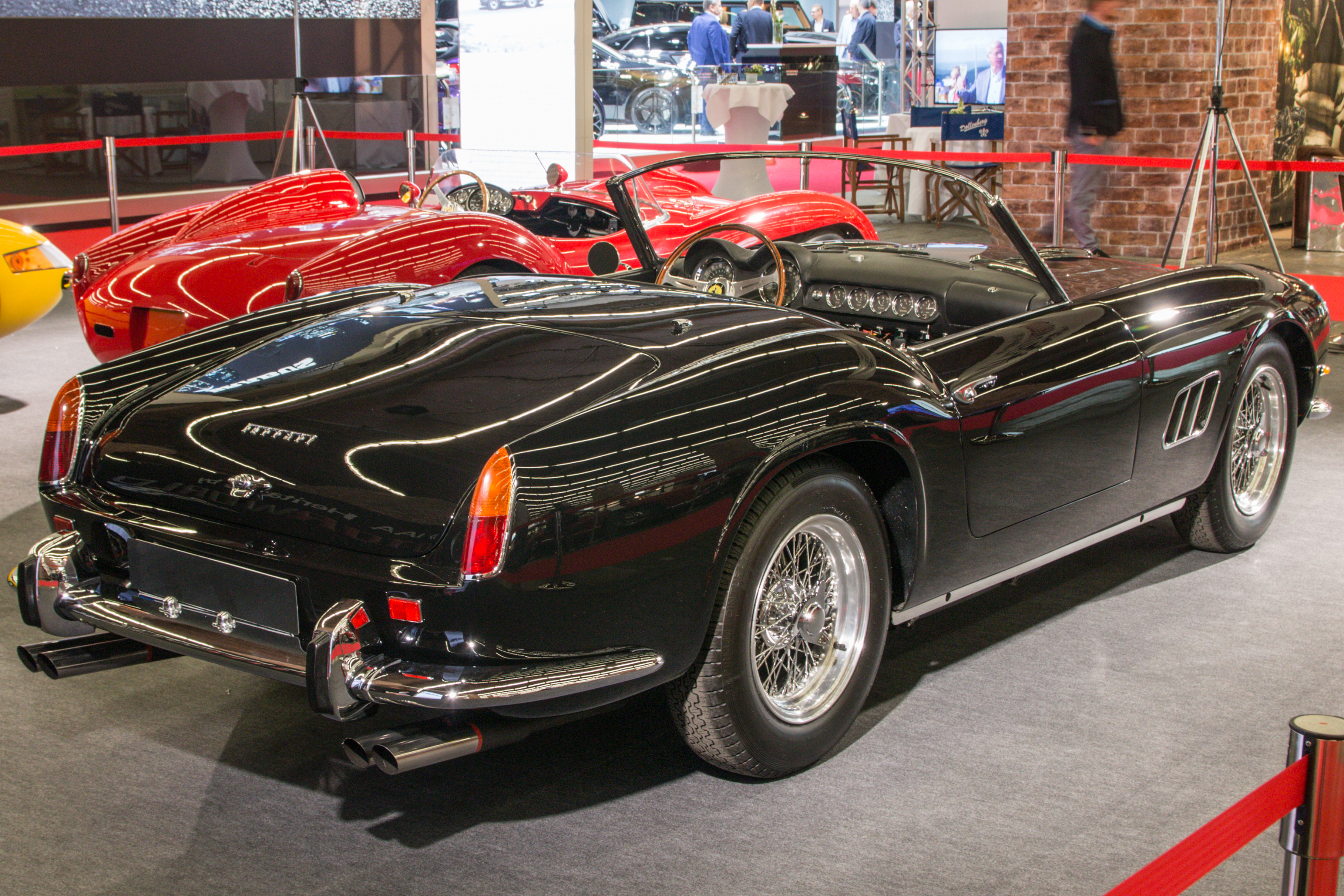
1962 250 GT SWB California Spyder (Heckansicht)
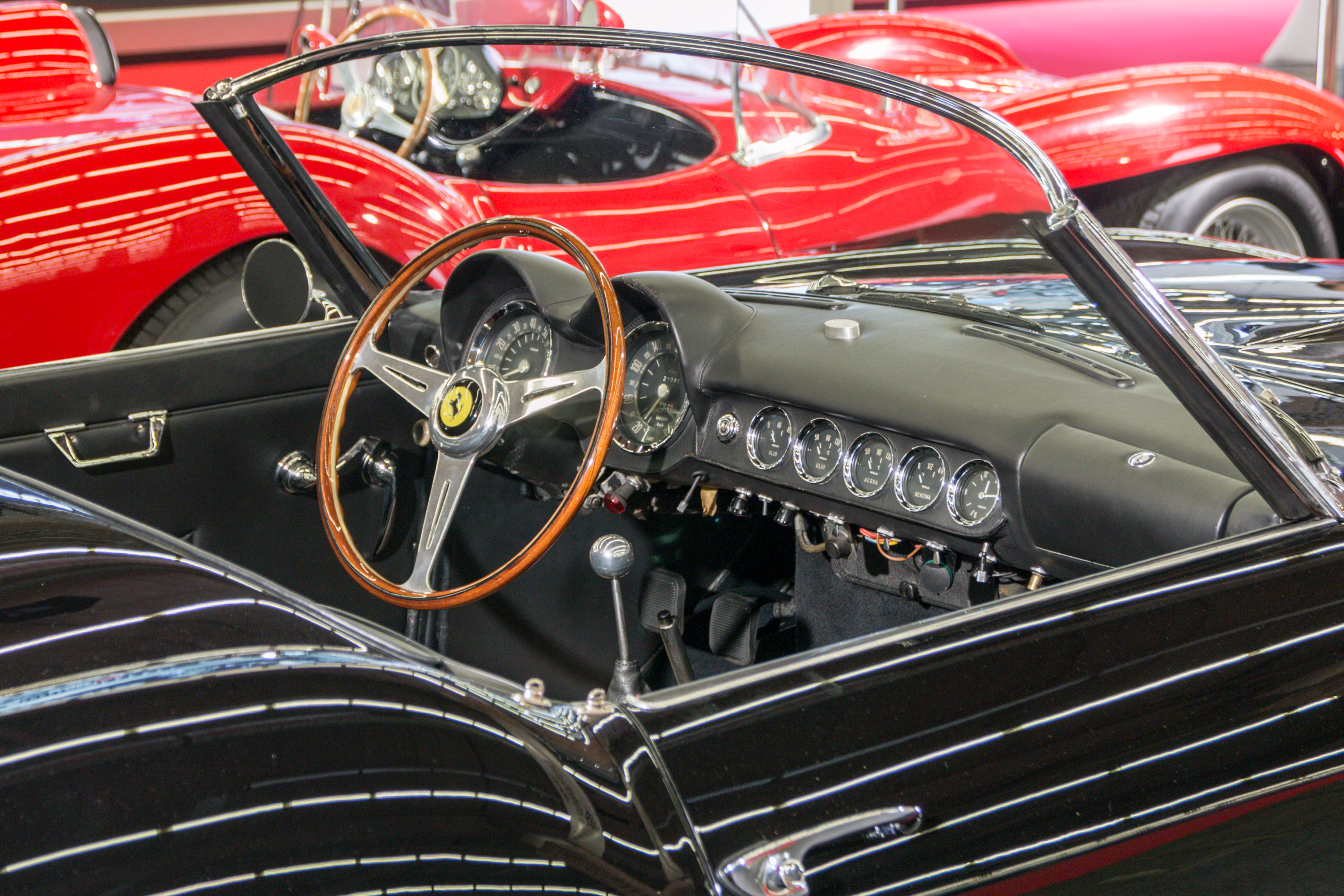
1962 250 GT SWB California Spyder (Innenraum)
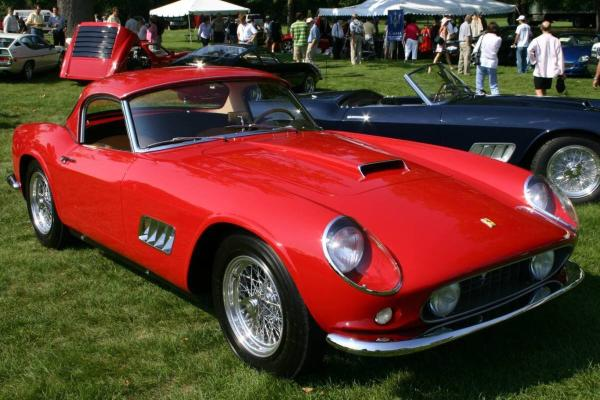
Ferrari 250 GT Spyder California SWB mit aufgesetztem Dach

### Technische Daten Ferrari 250-Serienmodelle
| Ferrari                          | 250 Europa                                                             | 250 Europa GT                                                          | 250 GT Berlinetta TdF                                                  | 250 GT Boano/Ellena                                                    | 250 GT Cabriolet                                                       | 250 GT Spyder LWB                                                      | 250 GT Coupé                                                           | 250 GT Berlinetta SWB                                                  | 250 GT Cabriolet II                                                    | 250 GT Spyder SWB                                                      | 250 GTE 2+2                                                            | 250 GT Lusso                                                           |
| -------------------------------- | ---------------------------------------------------------------------- | ---------------------------------------------------------------------- | ---------------------------------------------------------------------- | ---------------------------------------------------------------------- | ---------------------------------------------------------------------- | ---------------------------------------------------------------------- | ---------------------------------------------------------------------- | ---------------------------------------------------------------------- | ---------------------------------------------------------------------- | ---------------------------------------------------------------------- | ---------------------------------------------------------------------- | ---------------------------------------------------------------------- |
| Motor:                           | 12-Zylinder-V-Motor (Viertakt), Gabelwinkel 60°, vorne längs eingebaut | 12-Zylinder-V-Motor (Viertakt), Gabelwinkel 60°, vorne längs eingebaut | 12-Zylinder-V-Motor (Viertakt), Gabelwinkel 60°, vorne längs eingebaut | 12-Zylinder-V-Motor (Viertakt), Gabelwinkel 60°, vorne längs eingebaut | 12-Zylinder-V-Motor (Viertakt), Gabelwinkel 60°, vorne längs eingebaut | 12-Zylinder-V-Motor (Viertakt), Gabelwinkel 60°, vorne längs eingebaut | 12-Zylinder-V-Motor (Viertakt), Gabelwinkel 60°, vorne längs eingebaut | 12-Zylinder-V-Motor (Viertakt), Gabelwinkel 60°, vorne längs eingebaut | 12-Zylinder-V-Motor (Viertakt), Gabelwinkel 60°, vorne längs eingebaut | 12-Zylinder-V-Motor (Viertakt), Gabelwinkel 60°, vorne längs eingebaut | 12-Zylinder-V-Motor (Viertakt), Gabelwinkel 60°, vorne längs eingebaut | 12-Zylinder-V-Motor (Viertakt), Gabelwinkel 60°, vorne längs eingebaut |
| Motortyp:                        | 103                                                                    | 112                                                                    | 103 128C/D/DF                                                          | 128 B                                                                  | 128B/D                                                                 | 128C/D/F                                                               | 128C/D/F                                                               | 168/168C                                                               | 128F                                                                   | 168/168C                                                               | 168E                                                                   | 168U                                                                   |
| Hubraum:                         | 2953 cm³                                                               | 2953 cm³                                                               | 2953 cm³                                                               | 2953 cm³                                                               | 2953 cm³                                                               | 2953 cm³                                                               | 2953 cm³                                                               | 2953 cm³                                                               | 2953 cm³                                                               | 2953 cm³                                                               | 2953 cm³                                                               | 2953 cm³                                                               |
| Bohrung × Hub:                   | 73 × 58,8 mm                                                           | 73 × 58,8 mm                                                           | 73 × 58,8 mm                                                           | 73 × 58,8 mm                                                           | 73 × 58,8 mm                                                           | 73 × 58,8 mm                                                           | 73 × 58,8 mm                                                           | 73 × 58,8 mm                                                           | 73 × 58,8 mm                                                           | 73 × 58,8 mm                                                           | 73 × 58,8 mm                                                           | 73 × 58,8 mm                                                           |
| Leistung bei 1/min:              | 162 kW (220 PS) bei 7000                                               | 162 kW (220 PS) bei 7000                                               | 206 kW (280 PS) bei 7000                                               | 176 kW (240 PS) bei 7000                                               | 162 kW (220 PS) bei 7000                                               | 162 kW (220 PS) bei 7000                                               | 176 kW (240 PS) bei 7000                                               | 176 kW (240 PS) bei 7000                                               | 176 kW (240 PS) bei 7000                                               | 206 kW (280 PS) bei 7000                                               | 176 kW (240 PS) bei 7000                                               | 176 kW (240 PS) bei 7500                                               |
| Max. Drehmoment bei 1/min:       | nicht angegeben                                                        | nicht angegeben                                                        | nicht angegeben                                                        | nicht angegeben                                                        | nicht angegeben                                                        | nicht angegeben                                                        | nicht angegeben                                                        | nicht angegeben                                                        | nicht angegeben                                                        | nicht angegeben                                                        | nicht angegeben                                                        | nicht angegeben                                                        |
| Verdichtung:                     | 8:1                                                                    | 8,5:1                                                                  | 9,5:1                                                                  | 8,8:1                                                                  | 8,5:1                                                                  | 9,6:1                                                                  | 9:1                                                                    | 9,2:1                                                                  | 8,8:1                                                                  | 9,2:1                                                                  | 8,8:1                                                                  | 9,2:1                                                                  |
| Gemischaufbereitung:             | 3x36DCF                                                                | 3x36DCF                                                                | 3x36DCL/DCZ                                                            | 3x36DCF                                                                | 3x36DCF                                                                | 3x36/40DCL6                                                            | 3x36DCF                                                                | 3x36/40DCL6                                                            | 3x36DCF                                                                | 3x40DCL6                                                               | 3x36DCF                                                                | 3x36DCS                                                                |
| Ventilsteuerung:                 | SOHC, Kipphebel                                                        | SOHC, Kipphebel                                                        | SOHC, Kipphebel                                                        | SOHC, Kipphebel                                                        | SOHC, Kipphebel                                                        | SOHC, Kipphebel                                                        | SOHC, Kipphebel                                                        | SOHC, Kipphebel                                                        | SOHC, Kipphebel                                                        | SOHC, Kipphebel                                                        | SOHC, Kipphebel                                                        | SOHC, Kipphebel                                                        |
| Kühlung:                         | Wasserkühlung                                                          | Wasserkühlung                                                          | Wasserkühlung                                                          | Wasserkühlung                                                          | Wasserkühlung                                                          | Wasserkühlung                                                          | Wasserkühlung                                                          | Wasserkühlung                                                          | Wasserkühlung                                                          | Wasserkühlung                                                          | Wasserkühlung                                                          | Wasserkühlung                                                          |
| Getriebe:                        | 4-Gang-Getriebe, teils ab 1960 mit Overdrive Hinterradantrieb          | 4-Gang-Getriebe, teils ab 1960 mit Overdrive Hinterradantrieb          | 4-Gang-Getriebe, teils ab 1960 mit Overdrive Hinterradantrieb          | 4-Gang-Getriebe, teils ab 1960 mit Overdrive Hinterradantrieb          | 4-Gang-Getriebe, teils ab 1960 mit Overdrive Hinterradantrieb          | 4-Gang-Getriebe, teils ab 1960 mit Overdrive Hinterradantrieb          | 4-Gang-Getriebe, teils ab 1960 mit Overdrive Hinterradantrieb          | 4-Gang-Getriebe, teils ab 1960 mit Overdrive Hinterradantrieb          | 4-Gang-Getriebe, teils ab 1960 mit Overdrive Hinterradantrieb          | 4-Gang-Getriebe, teils ab 1960 mit Overdrive Hinterradantrieb          | 4-Gang-Getriebe, teils ab 1960 mit Overdrive Hinterradantrieb          | 4-Gang-Getriebe, teils ab 1960 mit Overdrive Hinterradantrieb          |
| Radaufhängung vorn:              | Einzelradaufh., Querblattfeder                                         | Querlenkerachse, Schraubenfedern                                       | Querlenkerachse, Schraubenfedern                                       | Querlenkerachse, Schraubenfedern                                       | Querlenkerachse, Schraubenfedern                                       | Querlenkerachse, Schraubenfedern                                       | Querlenkerachse, Schraubenfedern                                       | Querlenkerachse, Schraubenfedern                                       | Querlenkerachse, Schraubenfedern                                       | Querlenkerachse, Schraubenfedern                                       | Querlenkerachse, Schraubenfedern                                       | Querlenkerachse, Schraubenfedern                                       |
| Radaufhängung hinten:            | Starrachse, Blattfedern                                                | Starrachse, Blattfedern                                                | Starrachse, Blattfedern                                                | Starrachse, Blattfedern                                                | Starrachse, Blattfedern                                                | Starrachse, Blattfedern                                                | Starrachse, Blattfedern                                                | Starrachse, Blattfedern                                                | Starrachse, Blattfedern                                                | Starrachse, Blattfedern                                                | Starrachse, Blattfedern                                                | Starrachse, Blattfedern                                                |
| Bremsen:                         | Trommelbremsen rundum, ab 1960: Scheibenbremsen rundum                 | Trommelbremsen rundum, ab 1960: Scheibenbremsen rundum                 | Trommelbremsen rundum, ab 1960: Scheibenbremsen rundum                 | Trommelbremsen rundum, ab 1960: Scheibenbremsen rundum                 | Trommelbremsen rundum, ab 1960: Scheibenbremsen rundum                 | Trommelbremsen rundum, ab 1960: Scheibenbremsen rundum                 | Trommelbremsen rundum, ab 1960: Scheibenbremsen rundum                 | Trommelbremsen rundum, ab 1960: Scheibenbremsen rundum                 | Trommelbremsen rundum, ab 1960: Scheibenbremsen rundum                 | Trommelbremsen rundum, ab 1960: Scheibenbremsen rundum                 | Trommelbremsen rundum, ab 1960: Scheibenbremsen rundum                 | Trommelbremsen rundum, ab 1960: Scheibenbremsen rundum                 |
| Lenkung:                         | Schnecke und Rolle                                                     | Schnecke und Rolle                                                     | Schnecke und Rolle                                                     | Schnecke und Rolle                                                     | Schnecke und Rolle                                                     | Schnecke und Rolle                                                     | Schnecke und Rolle                                                     | Schnecke und Rolle                                                     | Schnecke und Rolle                                                     | Schnecke und Rolle                                                     | Schnecke und Rolle                                                     | Schnecke und Rolle                                                     |
| Karosserie:                      | Stahlblech oder Aluminium auf Rohrrahmen                               | Stahlblech oder Aluminium auf Rohrrahmen                               | Stahlblech oder Aluminium auf Rohrrahmen                               | Stahlblech oder Aluminium auf Rohrrahmen                               | Stahlblech oder Aluminium auf Rohrrahmen                               | Stahlblech oder Aluminium auf Rohrrahmen                               | Stahlblech oder Aluminium auf Rohrrahmen                               | Stahlblech oder Aluminium auf Rohrrahmen                               | Stahlblech oder Aluminium auf Rohrrahmen                               | Stahlblech oder Aluminium auf Rohrrahmen                               | Stahlblech oder Aluminium auf Rohrrahmen                               | Stahlblech oder Aluminium auf Rohrrahmen                               |
| Spurweite vorn/hinten:           | 1325/1320 mm                                                           | 1354/1349 mm                                                           | 1354/1349 mm                                                           | 1354/1349 mm                                                           | 1354/1349 mm                                                           | 1354/1349 mm                                                           | 1354/1349 mm                                                           | 1354/1349 mm                                                           | 1354/1349 mm                                                           | 1354/1349 mm                                                           | 1395/1387 mm                                                           | 1395/1387 mm                                                           |
| Radstand:                        | 2800 mm                                                                | 2600 mm                                                                | 2600 mm                                                                | 2600 mm                                                                | 2600 mm                                                                | 2600 mm                                                                | 2600 mm                                                                | 2400 mm                                                                | 2600 mm                                                                | 2400 mm                                                                | 2600 mm                                                                | 2400 mm                                                                |
| Abmessungen:                     | nicht angegeben                                                        | nicht angegeben                                                        | nicht angegeben                                                        | 4650 × 1780 × 1400 mm                                                  | 4700 × 1725 × 1340 mm                                                  | 4700 × 1725 × 1340 mm                                                  | 4700 × 1725 × 1340 mm                                                  | 4150 × 1690 × 1260 mm                                                  | 4700 × 1690 × 1330 mm                                                  | 4450 × 1600 × 1300 mm                                                  | 4700 × 1710 × 1340 mm                                                  | 4410 × 1750 × 1290 mm                                                  |
| Leergewicht:                     | 1150 kg                                                                | 1300 kg                                                                | 1200 kg                                                                | 1270 kg                                                                | 1100 kg                                                                | 1050 kg                                                                | 1300 kg                                                                | 1100 kg                                                                | 1200 kg                                                                | 1100 kg                                                                | 1450 kg                                                                | 1220 kg                                                                |
| Höchstgeschwindigkeit:           | nicht angegeben                                                        | nicht angegeben                                                        | nicht angegeben                                                        | 240 km/h                                                               | 220 km/h                                                               | 220 km/h                                                               | 225 km/h                                                               | bis 270 km/h                                                           | 225 km/h                                                               | bis 270 km/h                                                           | 230 km/h                                                               | 240 km/h                                                               |
| Verbrauch (Liter/100 Kilometer): | nicht angegeben                                                        | nicht angegeben                                                        | nicht angegeben                                                        | 22 S                                                                   | 16 S (CUNA-Norm)                                                       | 16 S (CUNA-Norm)                                                       | 16 S (CUNA-Norm)                                                       | 16 S (CUNA-Norm)                                                       | 16 S (CUNA-Norm)                                                       | 16 S (CUNA-Norm)                                                       | 18,5 S (CUNA-Norm)                                                     | 23 S (CUNA-Norm)                                                       |
| Stückzahl:                       | 18                                                                     | 35                                                                     | 84                                                                     | 139                                                                    | 41                                                                     | 49                                                                     | 350                                                                    | 166                                                                    | 200                                                                    | 55                                                                     | 950                                                                    | 350                                                                    |
| Preis:                           | nicht angegeben                                                        | nicht angegeben                                                        | nicht angegeben                                                        | nicht angegeben                                                        | nicht angegeben                                                        | nicht angegeben                                                        | Sfr. 46.000                                                            | Sfr. 46.000                                                            | Sfr. 48.000                                                            | Sfr. 46.000                                                            | Sfr. 47.500 DM 50.550                                                  | Sfr. 47.500 DM 50.550                                                  |

## Rennsportwagen

### 250S (1952)

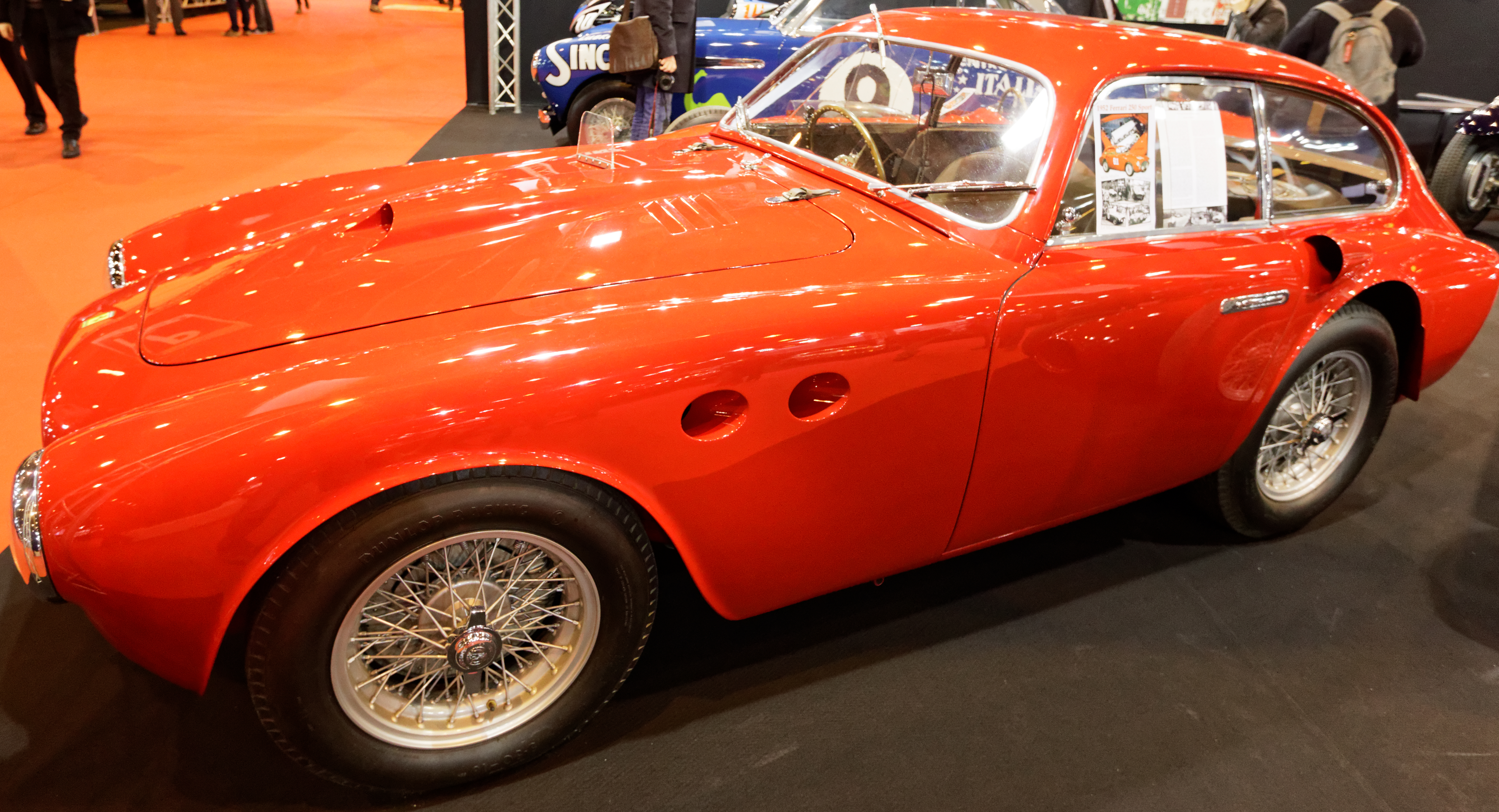
Ferrari 250S (1952)

Erster Vertreter der 250-Familie war der 250S, ein aus dem Ferrari 225S entwickelter Berlinetta-Prototyp auf einem Radstand von 2400 mm. Der 1947 von Gioacchino Colombo konstruierte, anfangs 1,5 Liter große OHC-V12 wurde bei unverändertem Hub von 58,8 auf 70 mm aufgebohrt, was einen Gesamthubraum von 2953 cm³ ergab, und war mit 169 kW (230 PS) bei 7500/min angegeben. Das Auto war ein Einzelstück. Es wurde 1952 und 1953 nur elfmal bei einem Automobilwettbewerb eingesetzt. Der 250S debütierte mit Giovanni Bracco bei der Mille Miglia 1952, die er gewann. Einen weiteren Sieg erzielte Bracco mit seinem Copiloten Paolo Marzotto beim 12-Stunden-Rennen von Pescara 1952.  Ab 1954 gab es keine Renneinsätze mehr.

### 250MM (1952/53)
Dem 250S folgte ab dem Pariser Autosalon im Herbst 1952 der 250MM (Mille Miglia) mit weitgehend unveränderter Technik, aber auf 176 kW (239 PS) leistungsgesteigertem Motor. Bis 1953 wurden etwa 35 Exemplare dieses Sportrennwagens gebaut, davon rund die Hälfte mit Pininfarina-Coupé-Karosserie; die übrigen 250MM erhielten Spider-Karosserien von Vignale, ein Exemplar eine Coupé-Karosserie von Vignale.

### 250 Monza (1954)
Beim 250 Monza handelte es sich um einen offenen Rennsportwagen, der sich des Chassis des 750 Monza bediente, aber anders als dieser nicht von einem Vierzylindermotor, sondern von einem aus dem 250MM stammenden Dreiliter-V12 angetrieben wurde. Vier Wagen wurden gebaut, zwei mit Pininfarina-, zwei mit Scaglietti-Karosserie.

### 250 Testa Rossa (1957–1961)
Der zwischen 1957 und 1961 sehr erfolgreiche 250 Testa Rossa, ein Rennsport-Spider mit Frontmotor, zählte ebenfalls zur weitverzweigten Modellfamilie.

### 250 GTO (1962–1964)

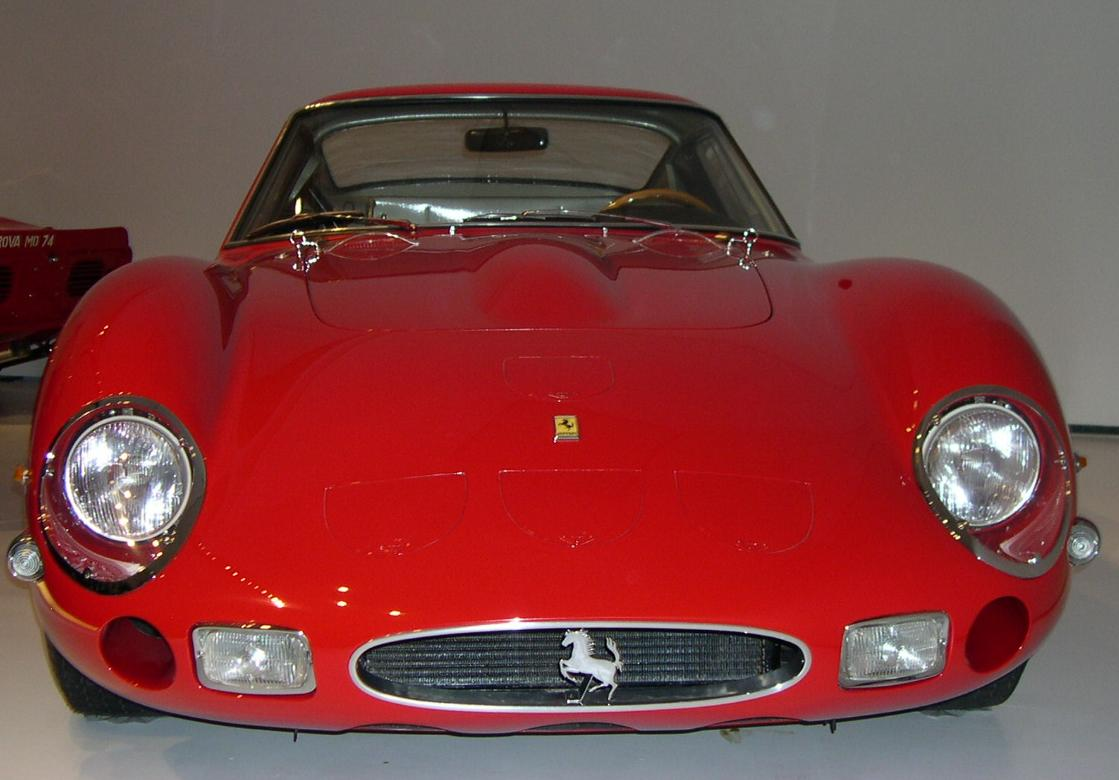
Ferrari 250 GTO 1962

1962 entstand auf Basis des Serien-250 der überaus erfolgreiche Ferrari 250 GTO mit 300-PS-Maschine, eine weitere Rennsport-Berlinetta.

### 250P/250LM (1963/1963–1966)

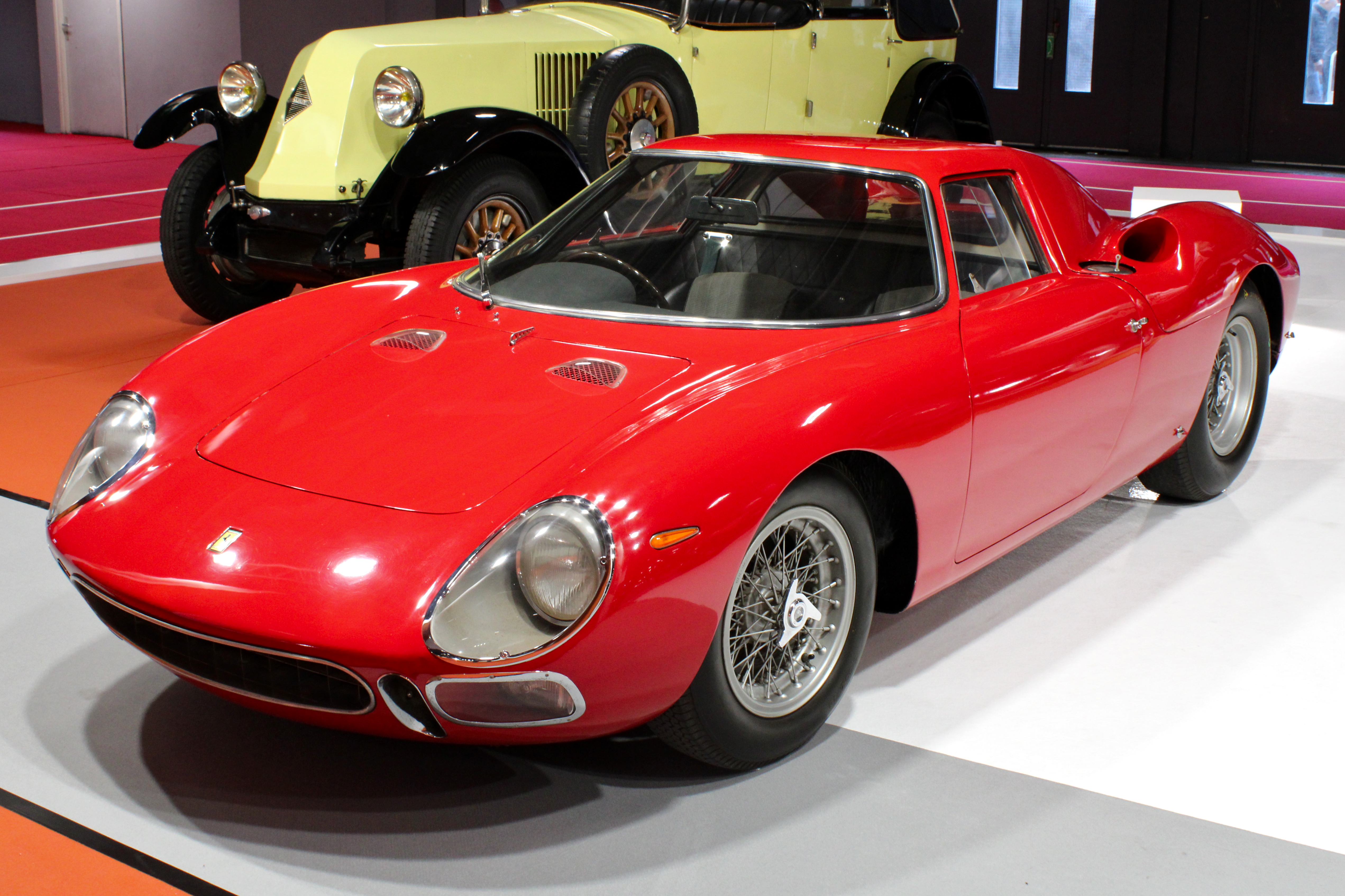
Ferrari 250 LM 1965

Ab 1963 verwendete Ferrari im Prototypen-Rennsport den 250P mit Mittelmotor, der in jenem Jahr die Rennen in Sebring und Le Mans gewann und drei Mal gebaut wurde. Hier leistete der Dreiliter-V12, ausgestattet mit sechs Weber 38DCN-Doppelvergasern, 221 kW (300 PS) bei 7800/min.
Davon abgeleitet war der 250LM als straßentaugliche Version, der bis 1966 in etwa 32 Exemplaren entstand; abgesehen vom ersten Exemplar besaßen aber alle 250LM eine auf 3,3 Liter vergrößerte Variante des 250-Motors (inoffizielle Bezeichnung 275LM).

### Technische Daten Ferrari 250-Rennsportmodelle
| Ferrari                          | 250 Mille Miglia                                                                                        | 250 GTO                                                                                                 | 250 Le Mans Berlinetta (LM)                                                                             |
| -------------------------------- | --- | --- | --- |
| Motor:                           | 12-Zylinder-V-Motor (Viertakt), Gabelwinkel 60°, vorne längs eingebaut (250 LM: Mittelmotorlage, längs) | 12-Zylinder-V-Motor (Viertakt), Gabelwinkel 60°, vorne längs eingebaut (250 LM: Mittelmotorlage, längs) | 12-Zylinder-V-Motor (Viertakt), Gabelwinkel 60°, vorne längs eingebaut (250 LM: Mittelmotorlage, längs) |
| Motortyp:                        | 117 | 168/168C                                                                                                | 210 |
| Hubraum:                         | 2953 cm³                                                                                                | 2953 cm³                                                                                                | 2953 cm³                                                                                                |
| Bohrung × Hub:                   | 73 × 58,8 mm                                                                                            | 73 × 58,8 mm                                                                                            | 73 × 58,8 mm                                                                                            |
| Leistung bei 1/min:              | 176 kW (240 PS) bei 7200                                                                                | 221 kW (300 PS) bei 7500                                                                                | 235 kW (320 PS) bei 7500                                                                                |
| Verdichtung:                     | 9:1 | 9,6:1                                                                                                   | 9,7:1                                                                                                   |
| Gemischaufbereitung:             | 3 Doppelvergaser 36 ICF4                                                                                | 6 Doppelvergaser 38 DCN                                                                                 | 6 Doppelvergaser 38 DCN                                                                                 |
| Ventilsteuerung:                 | SOHC, Kipphebel                                                                                         | SOHC, Kipphebel                                                                                         | SOHC, Kipphebel                                                                                         |
| Kühlung:                         | Wasserkühlung                                                                                           | Wasserkühlung                                                                                           | Wasserkühlung                                                                                           |
| Getriebe:                        | 4-Gang-Getriebe Hinterradantrieb                                                                        | 5-Gang-Getriebe Hinterradantrieb                                                                        | 5-Gang-Getriebe Hinterradantrieb                                                                        |
| Radaufhängung vorn:              | Einzelradaufhängung, Querblattfeder                                                                     | Doppelquerlenkerachse, Schraubenfedern                                                                  | Querlenkerachse, Schraubenfedern                                                                        |
| Radaufhängung hinten:            | Starrachse, Blattfedern                                                                                 | Starrachse, Blattfedern                                                                                 | Einzelradaufhängung, Querlenker, Schraubenfedern                                                        |
| Bremsen:                         | Trommelbremsen rundum                                                                                   | Scheibenbremsen rundum                                                                                  | Scheibenbremsen rundum                                                                                  |
| Lenkung:                         | nicht angegeben                                                                                         | nicht angegeben                                                                                         | nicht angegeben                                                                                         |
| Karosserie:                      | Aluminium auf Stahlrohrrahmen, ovale Längsträger                                                        | Aluminium auf Stahlrohrrahmen, ovale Längsträger                                                        | Aluminium auf Stahlrohrrahmen, ovale Längsträger                                                        |
| Spurweite vorn/hinten:           | 1300/1320 mm                                                                                            | 1354/1349 mm                                                                                            | 1350/1340 mm                                                                                            |
| Radstand:                        | 2400 mm                                                                                                 | 2400 mm                                                                                                 | 2400 mm                                                                                                 |
| Leergewicht:                     | 1050 kg                                                                                                 | 1100 kg                                                                                                 | 1100 kg                                                                                                 |
| Verbrauch (Liter/100 Kilometer): | nicht angegeben                                                                                         | nicht angegeben                                                                                         | nicht angegeben                                                                                         |
| Stückzahl:                       | 31 | 36 | 36** |
|                                  | | | ** überwiegend mit 3,3-Liter-V12 unter der Bezeichnung 250LM                                            |